# ファイナルソルジャー
『ファイナルソルジャー』は、1991年7月5日に日本のハドソンから発売されたPCエンジン用縦スクロールシューティングゲーム。
自機「零式ドライアード」を操作し、生体兵器「ガデルエル」による破壊と殺戮から地球を救出する事を目的としている。同社の『ソルジャーシリーズ』の第3作目であり、前作までと異なり敵の出現がテーブル制から配置制に変更された事を特徴としている。
開発はナウプロダクションが行い、プロデューサーは『カトちゃんケンちゃん』（1987年）を手掛けた浦敏治が担当、音楽はファミリーコンピュータ用ソフト『妖怪道中記』（1988年）を手掛けた前川征克が担当している。
2006年にはWindows用ソフトとしてi-revoにて配信された他、バーチャルコンソール対応ソフトとして2007年にWii、2014年にWii Uにて配信された。また、PlayStation Portable用ソフト『PC Engine Best Collection ソルジャーコレクション』（2008年）に収録された。

## ゲーム内容
第7回キャラバン公式認定ソフト。そのため、制限時間内のハイスコアを競うキャラバンモードが存在する。『ガンヘッド』（1989年）、『スーパースターソルジャー』（1990年）のテーブル制（早く敵を全滅させると、それだけ早いタイミングで次の敵が現れる）から、配置制（早く敵を全滅させても、次の敵は規定の位置までスクロールしないと現れない）に変わったため、キャラバンモードでの技術差が得点差に現れにくくなっている。本作から、キャラクターのグラフィックが金属的な質感からプラスチックのような質感に変化している。
自機の攻撃パワーアップとして、主砲のバルカン砲(V)からレーザー(L)、ファイヤー(F)、エナジーショット(E)、の4種類に武器を変更するアイテムがあり、また副砲としてミサイルやオプションを装備する事も可能となっている。その他、オプションを消費する事で画面内の敵を一掃できる特殊弾も存在する。
4種類の武器の中で装備している武器と同じアイテムを取るごとに、各3段階までパワーアップするが、他の種類のアイテムを取った時は、攻撃方法が変わるだけでパワーアップはしない。また、自機は敵などに当たると武器のランクが下がり、パワーアップがされていない状態の時に当たると自機は破壊される。
ゲーム中の操作でドライアードの移動速度をLOW、MIDIUM、HIGHの3段階に変更が可能。
また、当時キャラバン会場で2万本のみ配布された『ファイナルソルジャー スペシャルバージョン』（キャラバンモードのみ収録）が存在する。

## ストーリー
23世紀初頭、平和であった地球に最大の危機が訪れた。大西洋上200マイルに突如時空の歪みが生じ、おびただしい数の未来兵器が出現した。時間と空間を自由自在に操る生体兵器「ガデルエル」率いる兵器群は25世紀の未来超大国が人類の歴史を変えるために過去のあらゆる時代に送り込んだものであった。
23世紀の地球上な各国軍隊は未来からの侵略に必死の抵抗を行ったが、200年の戦闘能力の差の前では為す術がなかった。しかしその一方で各国の科学アカデミーが総動員し、当時の科学力の粋を結集し、一機の戦闘機を作り上げた。史上初の時間航行システムを搭載し、各国の軍事機密である新兵器を装備し尽くしたこの戦闘機は「零式ドライアード」と名付けられ、対未来超大国ガデルエルへの最後の切り札として配備された。
20世紀の地球では既にガデルエルによる大規模な破壊と殺戮が引き起こされていた。23世紀の地球においてもガデルエルの魔の手は地上から宇宙へとのびていった。過去と現在の地球を守るため、ドライアードは未知なる時間の彼方へと旅立った。

## 移植版
| No. | タイトル                                         | 発売日                                 | 対応機種             | 開発元             | 発売元   | メディア                              | 型式       | 備考                                              |
| --- | ------------------------------------------------ | -------------------------------------- | -------------------- | ------------------ | -------- | ------------------------------------- | ---------- | ------------------------------------------------- |
| 1   | ファイナルソルジャー                             | 2006年9月15日                          | Windows              | ナウプロダクション | アイレボ | ダウンロード (i-revo)                 | -          |                                                   |
| 2   | ファイナルソルジャー                             | 2007年4月3日 2008年5月2日 2008年9月8日 | Wii                  | ナウプロダクション | ハドソン | ダウンロード （バーチャルコンソール） | -          |                                                   |
| 3   | PC Engine Best Collection ソルジャーコレクション | 2008年7月31日                          | PlayStation Portable | ハドソン           | ハドソン | UMD                                   | ULJM-05377 | PCエンジン用シューティングゲーム3作品と共に収録。 |
| 4   | ファイナルソルジャー                             | 2013年6月3日                           | ひかりTVゲーム       | ナウプロダクション | KDE      | クラウドゲーム                        | -          |                                                   |
| 5   | ファイナルソルジャー                             | 2013年6月20日                          | G-cluster            | ナウプロダクション | KDE      | クラウドゲーム                        | -          |                                                   |
| 6   | ファイナルソルジャー                             | 2014年8月27日 2017年8月10日            | Wii U                | ナウプロダクション | KDE      | ダウンロード （バーチャルコンソール） | -          |                                                   |

## スタッフ
- プログラム・デザイン：PAPA TOMOHIDE!（井田屋ともひで）
- キャラクター・デザイン：HIROPON OJAKI（尾崎博嗣）
- アシスタント・キャラクター・デザイナー：CRAZY PANDORA ISHI (H.ISHIDA)
- バックグラウンド・デザイン：KING
- ミュージック・コンポジション：T S KIYOSHI（前川征克）
- ボイス：PRETTY WOMAN
- ディレクション：DIONYSUS HAL(H.CHATANI)
- プロデューサー：URADESU（浦敏治）

## 評価
- ゲーム誌『ファミコン通信』の「クロスレビュー」では合計28点（満40点）[10]、『月刊PCエンジン』では80・75・80・80・75の平均78点（満100点）、『マル勝PCエンジン』では8・8・7・8の合計31点（満40点）、『PC Engine FAN』の読者投票による「ゲーム通信簿」での評価は以下の通りとなっており、21.31点（満30点）となっている[1]。また、この得点はPCエンジン全ソフトの中で214位（485本中、1993年時点）となっている[1]。

| 項目 | キャラクタ | 音楽 | 操作性 | 熱中度 | お買得度 | オリジナリティ | 総合  |
| 得点 | 3.31       | 3.68 | 3.89   | 3.80   | 3.62     | 3.02           | 21.31 |

- ゲーム本『懐かしゲーム機大百科 PCエンジン完全ガイド 1987-1999』では、キャラバンモードに関して敵やボーナスアイテムの配置が絶妙であるとした上で、「完成度は非常に高く、シリーズ随一と評価する声も多い」と絶賛した[2]。